# Phil Brown (Fußballspieler, 1959)
Philip „Phil“ Brown (* 30. Mai 1959 in South Shields) ist ein ehemaliger englischer Fußballspieler und aktueller Trainer. Seine erfolgreichste Zeit als Spieler verbrachte er zwischen 1988 und 1994 bei den Bolton Wanderers. Als Trainer führte er Hull City in der Saison 2007/08 erstmals in der Vereinsgeschichte in die erste englische Liga. 

## Spielerlaufbahn
Phil Brown startete seine Karriere als Spieler 1978 beim englischen Viertligisten Hartlepool United und verblieb in dieser Spielklasse, als er 1985 zu Halifax Town wechselte. Auch mit seinem neuen Verein erreichte er bis 1988 nicht den Aufstieg in die dritte Liga. Die nächste Station des 29-jährigen Phil Brown waren die Bolton Wanderers, die in der Vorsaison die direkte Rückkehr in die Third Division geschafft hatten. Nach dem Klassenerhalt in der Saison 1988/89 scheiterten die Wanderers in den beiden folgenden Jahren jeweils in den Play-offs und verpassten damit den Aufstieg in die zweite Liga. Dies gelang erst nach der Umstrukturierung des englischen Profifußballs, als Bolton in der Saison 1992/93 die Vizemeisterschaft hinter Stoke City gewann und in die nun First Division genannte zweite Liga aufstieg. Nach dem Klassenerhalt in der First Division 1993/94 wechselte Brown zum dritten und letzten Mal den Verein und unterschrieb beim FC Blackpool. Mit seiner neuen Mannschaft spielte er noch zwei Jahre in der dritten Liga, ehe er 1996 mit 37 Jahren seine Spielerlaufbahn beendete.

## Trainerlaufbahn
Nachdem er bereits in den letzten zwei Jahren seiner Spielerkarriere zusätzlich als Co-Trainer des FC Blackpool gearbeitet hatte, übernahm er ab 1996 die Assistenzstelle bei den Bolton Wanderers. Nach der Entlassung von Trainer Colin Todd übernahm er vom 22. September bis zum 19. Oktober 1999 den Posten des Cheftrainers interimsweise. Nach der Verpflichtung von Sam Allardyce als neuen Trainer übernahm er bis 2005 wieder die Position des Co-Trainers.

### Derby County (2005–2006)
Seine erste Station als Cheftrainer war der Zweitligist Derby County, wo er die Nachfolge von George Burley antrat. Nach unbefriedigenden Leistungen im Verlauf der Football League Championship 2005/06 wurde Brown jedoch bereits am 30. Januar 2006 entlassen.

### Hull City (2006–2010)
Nachdem er zuvor bereits im Trainerteam des Vereins tätig gewesen war, folgte er Phil Parkinson am 4. Dezember 2006 interimsweise als Cheftrainer des Zweitligisten Hull City. Nach guten Resultaten unterzeichnete er am 4. Januar 2007 einen Vertrag als Cheftrainer bis zum Saisonende. Nach dem knappen Klassenerhalt in der Football League Championship 2006/07 führte Brown Hull City in der Saison 2007/08 auf den dritten Tabellenrang hinter den direkten Aufsteigern West Bromwich Albion und Stoke City. In der anschließenden ersten Play-off-Runde schaltete der Verein den Sechsten FC Watford mit 2:2 und 4:2 aus und zog in das Finale gegen den Vierten Bristol City ein. Im Finale in Wembley siegte Hull dank eines Treffers von Dean Windass mit 1:0 gegen Bristol und zog erstmals in der Vereinsgeschichte in die erste Liga ein. Im März 2008 war Phil Brown zum Manager des Monats der Championship gewählt worden. Nach einer starken Hinrunde in der Premier League 2008/09 mit Siegen über den FC Arsenal und die Tottenham Hotspur verschlechterten sich die Leistungen in der Rückrunde deutlich. Letztendlich schaffte Brown mit seiner Mannschaft als Siebzehnter mit einem Punkt Vorsprung auf Absteiger Newcastle United den Klassenerhalt. Während der Hinrunde wurde Brown im September 2008 zum Trainer des Monats der Premier League gewählt. Die Saison in der Premier League 2009/10 verbrachte der Verein von Beginn an im Abstiegskampf und stieg letztendlich als Vorletzter im zweiten Jahr wieder ab. Phil Brown war bereits am 15. März 2010 vom Vorstand entlassen worden.

### Preston North End (2011)
Am 6. Januar 2011 übernahm Brown als Nachfolger von Darren Ferguson den Trainerposten beim abstiegsgefährdeten Zweitligisten Preston North End. Auch Brown schaffte in Preston nicht die Wende und stieg am Saisonende mit seinem neuen Verein als Drittletzter aus der Football League Championship 2010/11 ab. Nachdem die Hinrunde in der Football League One 2011/12 nicht nach den Erwartungen verlaufen war und Preston den Anschluss an die Aufstiegsplätze zu verlieren drohte, wurde Phil Brown am 14. Dezember 2011 entlassen.

### Southend United (2013–2018)
Brown übernahm im März 2013 den Viertligisten Southend United und bestritt mit der Mannschaft wenig später das Finale der Football League Trophy, das gegen Crewe Alexandra mit 0:2 verloren wurde. 2015 gelang als Play-off-Sieger der Aufstieg in die Football League One, in der Saison 2016/17 verpasste man um einen Punkt die Teilnahme an den Play-offs zur Football League Championship. Nach einer Serie von sieben Niederlagen aus acht Ligaspielen wurde er im Januar 2018 freigestellt.

### Swindon Town (2018)
Im März 2018 übernahm Brown den Trainerposten beim Viertligisten Swindon Town. Sein Vertrag beim auf Platz 8 liegenden Verein galt zunächst bis Saisonende. Im Mai 2018 wurde sein Vertrag um zwei Jahre verlängert, nachdem der Klub nach einer Serie von nur einem Sieg aus acht Ligaspielen auf den 17. Tabellenplatz abgerutscht war, wurde Brown gemeinsam mit seinem Co-Trainer Neil McDonald bereits im November 2018 wieder entlassen.

### Trainerstationen in Indien (2018–2020)
Ende Dezember 2018 wurde Brown als neuer Trainer des in der Indian Super League spielenden Klubs FC Pune City vorgestellt. Mit der Auflösung des Klubs in der anschließenden Saisonpause wechselte Brown mit einer Reihe von Spielern zum Hyderabad FC, der Klub hatte die Lizenz von Pune übernommen. Nach einem schwachen Start in die Saison 2019/20, als nur ein Sieg aus zwölf Partien gelang, wurde er im Januar 2020 entlassen.

### Southend United (2021)
Im April 2021 wurde er als Nachfolger von Mark Molesley bei seinem vormaligen Klub Southend United vorgestellt. Der Klub stand zu diesem Zeitpunkt mit fünf Punkten Rückstand und sechs verbleibenden Spieltagen auf einem Abstiegsplatz in der viertklassigen EFL League Two. Brown gelang es in der Folge nicht, den Klub von den Abstiegsrängen zu führen, womit der Verein nach 101 Jahren aus der Football League ausschied. Auch in der anschließenden Spielzeit in der National League besserten sich die Ergebnisse nicht, unmittelbar im Anschluss an eine 0:4-Heimniederlage gegen den FC Chesterfield am 9. Oktober 2021 wurde er zusammen mit seinem Co-Trainer Craig Fagan freigestellt. Die Mannschaft stand zu diesem Zeitpunkt mit acht Punkten aus zehn Spielen nur aufgrund des besseren Torverhältnisses nicht auf einem Abstiegsplatz.

### AFC Barrow (2022)
Im März 2022 übernahm Brown den Cheftrainerposten beim abstiegsbedrohten Viertligisten AFC Barrow. Der Klub stand zum Zeitpunkt seiner Verpflichtung sechs Punkte vor einem Abstiegsplatz, Brown erhielt einen Vertrag bis Saisonende. Nach dem erfolgreichen Klassenerhalt konnten sich Brown und der Klub nicht auf einen neuen Vertrag einigen.

### Kidderminster Harriers (seit 2024)
Am 10. Januar 2024 übernahm Brown den Cheftrainerposten beim Tabellenletzten der fünftklassigen National League. Er erhielt einen Vertrag bis Saisonende. Mit dem Technischen Direktor des Klubs, Dean Holdsworth, arbeitete Brown bereits während seiner Zeit bei Bolton und Derby County zusammen.

## Titel und Erfolge
- Aufstieg in die Premier League 2007/08
- Trainer des Monats März 2008 (Zweite Liga)
- Trainer des Monats September 2008 (Erste Liga)